# 簡公 (秦)
簡公（かんこう）は、秦の第21代公。懐公の子であり昭子の弟。

## 生涯
霊公10年（紀元前415年）、霊公が薨去したが、子の献公は立つことができず、霊公の季父（末の叔父）である悼子が立って秦公（以降は簡公と表記）となった。
簡公6年（紀元前409年）、令を下し、初めて役人に剣を帯びさせた。また、洛水に溝を掘って重泉に長城を築いた。
簡公15年（紀元前400年）、薨去し、子の恵公が立って秦公となった。

## 参考資料
- 『史記』（秦本紀第五）